# Ibrahim Mbaye
Ibrahim Mbaye (Trappes, 24 gennaio 2008) è un calciatore francese, attaccante del Paris Saint-Germain.

## Biografia
Nato in Francia, ha origini marocchine e senegalesi.

## Carriera

### Club
Mbaye è cresciuto nel settore giovanile del Paris Saint-Germain, che lo ha acquistato nel 2018 dal Versailles. Ha debuttato in prima squadra il 16 agosto 2024 giocando titolare l'incontro di Ligue 1 vinto 4-1 contro il Le Havre.

### Nazionale
Ha giocato nelle nazionali giovanili francesi Under-16 ed Under-18.

## Statistiche

### Presenze e reti nei club
Statistiche aggiornate al 26 febbraio 2025.
| Stagione        | Squadra             | Campionato      | Campionato | Campionato | Coppe nazionali | Coppe nazionali | Coppe nazionali | Coppe continentali | Coppe continentali | Coppe continentali | Altre coppe | Altre coppe | Altre coppe | Totale | Totale |
| Stagione        | Squadra             | Comp            | Pres       | Reti       | Comp            | Pres            | Reti            | Comp               | Pres               | Reti               | Comp        | Pres        | Reti        | Pres   | Reti   |
| --------------- | ------------------- | --------------- | ---------- | ---------- | --------------- | --------------- | --------------- | ------------------ | ------------------ | ------------------ | ----------- | ----------- | ----------- | ------ | ------ |
| 2024-2025       | Paris Saint-Germain | L1              | 6          | 1          | CF              | 1               | 0               | UCL                | 0                  | 0                  | SF+Cmc      | 0           | 0           | 7      | 1      |
| Totale carriera | Totale carriera     | Totale carriera | 6          | 1          |                 | 1               | 0               |                    | 0                  | 0                  |             | 0           | 0           | 7      | 1      |

## Palmarès

### Club

#### Competizioni nazionali
- Supercoppa francese: 1

Paris Saint-Germain: 2024
- Campionato francese: 1

Paris Saint-Germain: 2024-2025
- Coppa di Francia: 1

Paris Saint-Germain: 2024-2025

#### Competizioni internazionali
- UEFA Champions League: 1

Paris Saint-Germain: 2024-2025
- Supercoppa UEFA: 1

Paris Saint-Germain: 2025